# Coffre-fort
Pour l’article homonyme, voir Coffre.
 (janvier 2014).
Si vous disposez d'ouvrages ou d'articles de référence ou si vous connaissez des sites web de qualité traitant du thème abordé ici, merci de compléter l'article en donnant les références utiles à sa vérifiabilité et en les liant à la section « Notes et références ».

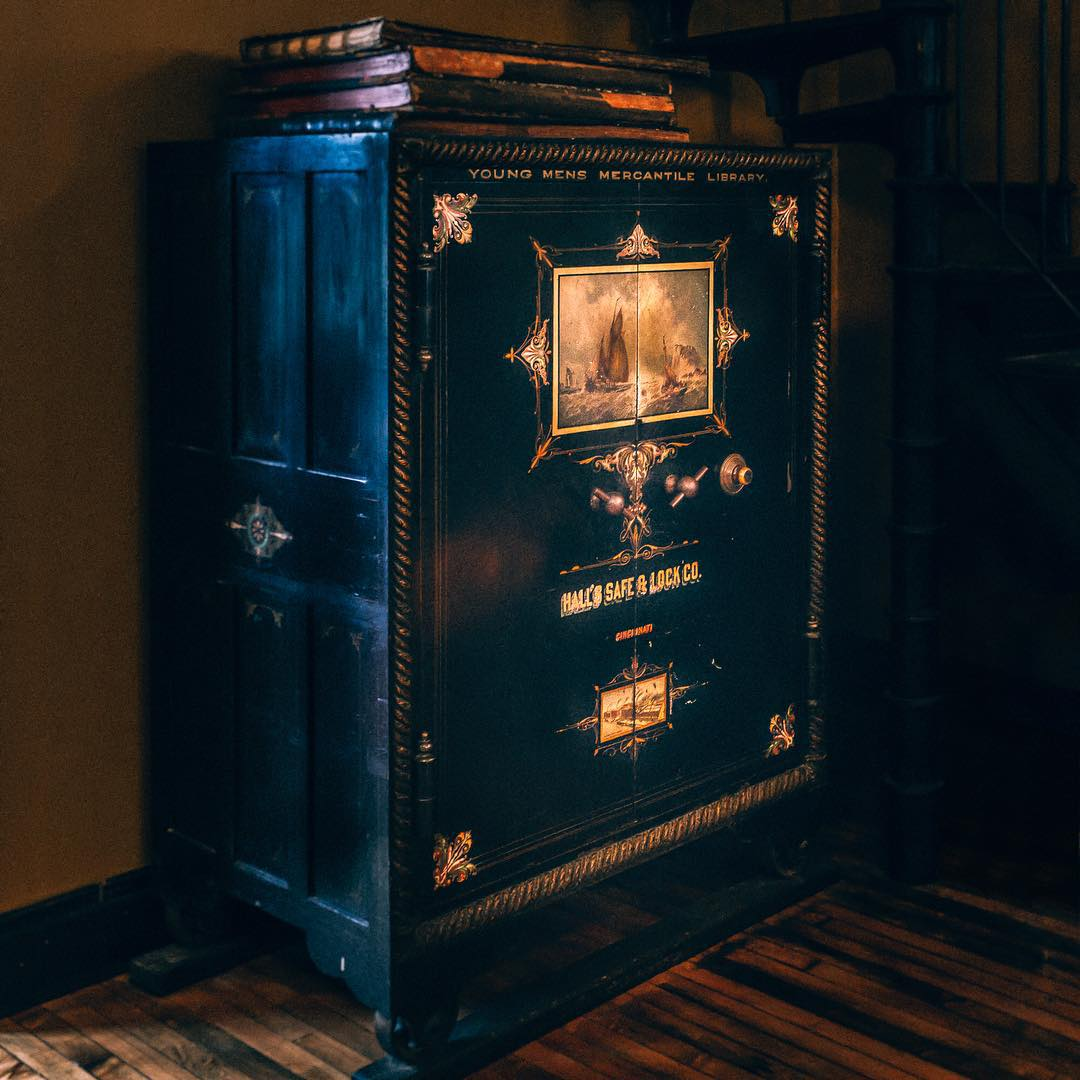
Coffre-fort situé à Cincinnati dans l'État de l'Ohio.

Un coffre-fort est un meuble servant à protéger des objets de valeur d'un vol ou d'une destruction accidentelle (dégâts des eaux, incendie, etc.). Il est généralement placé dans un lieu où il sera facile à trouver pour que l'intrus s'occupe en partie du coffre-fort et non du reste de la maison et est conçu pour ne pouvoir être ouvert que par le possesseur des biens protégés, grâce à des matériaux difficiles à fracturer et un système d'ouverture basé sur une serrure qui est le plus souvent à clef ou à combinaison.

## Histoire
Au Moyen Âge, les coffres-forts en bois renforcés de ferrures et munis de serrures étaient appelés des huches. Ils permettaient de mettre en lieu sûr argent, bijoux et archives. En 1827 est fondée la société Verstaën, une maison familiale fort réputée jusqu'au début de la Première Guerre mondiale et qui s'associa, en 1923, à une autre maison renommée, Chevet, à Rouen, une ville importante dans l'histoire du coffre-fort moderne. Plusieurs entreprises rouennaises, dont Poulingue, Decayeux et Meunier, se sont illustrées durant le XIXe siècle.
Un coffre-fort est breveté pour la première fois par Charles et Jeremiha Chubb en 1835. Bien que l'activité de Chubb s'appliquât originellement à la quincaillerie navale et à la fabrication et à la vente de serrures, Charles Chubb dépose en 1835 un premier brevet pour un coffre-fort anti-effraction.
C’est probablement vers 1840 que le Français Alexandre Fichet, ouvrier serrurier, inventa l'un des premiers coffres-forts modernes. Vers 1860, Auguste Nicolas Bauche, fabricant de produits réfractaires dans la région de Reims, met au point son premier coffre-fort, baptisé le Cuirassé.

## Types

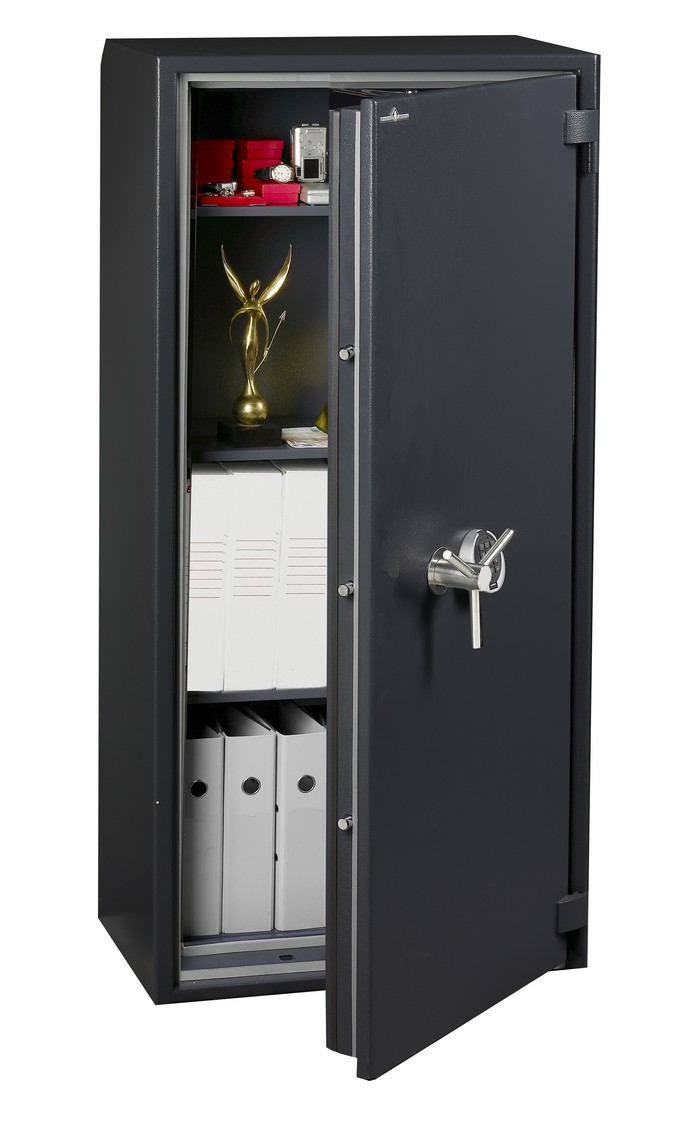
Coffre-fort à serrure à combinaison électronique, on note les charnières externes.

Aucun coffre-fort n'est inviolable : le choix d’un modèle particulier dépend donc de la nature des menaces qui pèsent sur les objets que l'on veut protéger. Pour chaque danger, l'efficacité du coffre-fort se juge à la durée pendant laquelle il peut résister à l'agression. Il existe sur le marché une multitude de fabricants et de produits. Pour s’y retrouver et obtenir un coffre-fort offrant un bon niveau de protection des biens, les assureurs, les pouvoirs publics, les professionnels de la sécurité et les utilisateurs se sont concertés pour développer une certification, sous la marque A2P. La marque A2P a une équivalence européenne avec plusieurs marques de certification d'autres pays européens, comme le VDS en Allemagne ou le SBSC en Suède. Ce sont ces trois marques qui sont à l'origine de la création de la norme européenne pour coffre fort, la norme EN 1143-1 (pour les coffres forts) EN 1143-2 pour les coffres de dépôt.
C'est ainsi qu'un coffre fabriqué et certifié dans un autre pays ayant des accords avec la marque A2P peut être certifié A2P automatiquement.
Les normes permettent de classer les coffres selon leur temps de résistance à l'effraction et déterminent des montants d'assurabilité des valeurs stockées dans le coffre.

### Protection contre le vol
Si le coffre-fort ne peut pas être emporté par le voleur, il sera conçu de façon à offrir le moins possible de prise aux outils qui pourraient servir à l'ouvrir de force. Pour éviter qu’il ne soit volé, on peut le cacher à l'intérieur d'un objet de faible valeur ou lui en donner l'apparence : par exemple, un livre placé dans une bibliothèque.
Quelle que soit sa taille, un coffre-fort peut être encastré dans un mur ou dans un sol et rester invisible à toute personne qui n’a pas connaissance de son existence ; mais, le plus souvent, il se pose et se fixe sur un sol de béton.

### Protection contre le feu
Les coffres-forts ignifugés permettent de conserver une température préservant leur contenu (documents en papier, supports informatiques) pendant une durée suffisante pour supporter par exemple un incendie.

### Protection contre les désastres naturels
Un joint hermétique permet d'éviter que l'eau ou la poussière ne pénètre à l'intérieur.

### Coffre-fort numérique
Les supports de données informatiques doivent être conservés au même titre que les documents papiers pendant une durée de vie variable selon le type de document et le droit associé (droit fiscal, commercial, privé…). Pour conserver les supports de données informatiques, il convient d'utiliser une armoire ignifuge data homologuée 2 heures S120 DIS.

### Armoire forte
Une armoire forte est composée d'une simple paroi d'acier de 2 mm minimum mais comporte des mécanismes et serrures de haute sécurité. Le tout est moins résistant à l'effraction qu'un coffre-fort qui, lui, est constitué d'une paroi défensive de plusieurs centimètres. Certaines peuvent atteindre la taille d'une armoire classique.

## Laboratoires de test
Un coffre-fort, afin de bénéficier de la couverture complète de son assureur, doit être certifié. En effet, un fournisseur de coffre-fort et son constructeur doivent avoir fait tester le matériel par un laboratoire de test spécialisé. (Centre national de prévention et de protection, VDS…).

### Absence d’ancrage
Tous les coffres-forts certifiés pour une classe de protection antivol et d’un poids inférieur à 500 kg doivent impérativement être ancrés au sol ou à un mur. Si tel n’est pas le cas, le certificat de classification n’est plus valide et l’étiquette correspondante placée à l’intérieur du coffre-fort doit être enlevée. Le montant du contenu du coffre ne sera pas pris en compte par l'assurance.

### Modifications non autorisées
De même, les modifications non autorisées au préalable par le constructeur telles que le changement de serrure, les ajustements du mécanisme de verrouillage ou la mise en place d’une fente de dépôt peuvent invalider le certificat de classification et l’étiquette correspondante placée à l’intérieur de ce coffre doit alors également être enlevée.
Nous[Qui ?] vous recommandons donc vivement de ne procéder aux opérations importantes de maintenance ou de modification du produit qu’avec l’accord du constructeur et en utilisant son personnel qualifié ou celui d’un partenaire agréé.

### Serrures non conformes
Il convient également d’être prudent dans le choix des serrures installées sur un coffre-fort. Une protection antivol certifiée entraîne en effet l’exigence d’une serrure elle-même certifiée pour ses performances de résistance à l’effraction. Si tel n’est pas le cas, le certificat de protection antivol peut perdre ipso facto sa validité. La résistance à l’effraction des serrures est certifiée en conformité avec la norme EN 1300.

## Comportement lors d'un cambriolage
Lors d'un cambriolage, si le coffre-fort est fixé par 8 points d'ancrage (vis de fixation/cheville) (au minimum 1 point d'ancrage selon la norme A2P) sur un sol ou un mur béton de forte densité, le risque qu'il soit emporté (pour être ouvert ailleurs sans risque) est pratiquement nul. La présence de charnières extérieures (sauf si le verrouillage se fait sur 2 ou 4 côtés de la porte en interne), d'une fente trop importante entre la porte et le bloc du coffre ou d'un son creux rendu quand la porte est testée constituent une invitation supplémentaire à l'effraction. Si ce coffre-fort n'est pas équipé d'une serrure à combinaison mais d’une serrure à clé, la recherche d’un double de la clé dans la maison peut provoquer une détérioration aggravée de l’ensemble du mobilier car plus de 20 % des clés sont trouvées au domicile même. Selon des statistiques de la police, 90 % des coffres-forts non certifiés attaqués sont ouverts, une stratégie de défense efficace consiste à éviter les points faibles cités précédemment.